# لوئیجی پیراندلو
لوئیجی پیراندلو (به ایتالیایی: ‎Luigi Pirandello)‏ (۲۸ ژوئن ۱۸۶۷ – ۱۰ دسامبر ۱۹۳۶) نمایشنامه‌نویس و رمان‌نویس ایتالیایی بود که در سال ۱۹۳۴ برندهٔ جایزه نوبل ادبیات شد. داستان‌های کوتاه او نیز شهرت زیادی دارد.
وی از نویسندگان شناخته شده سده بیستم ایتالیا است.

## زندگی
لوئیجی پیراندلو در سیسیل متولد شد. پدر او بازرگان گوگرد بود و انتظار داشت که پسرش هم همان شغل را انتخاب کند. اما لوییجی در تحصیلاتش موفق بود و توانست در رشتهٔ ادبیات ادامهٔ تحصیل دهد. او در سال ۱۸۸۷ وارد دانشگاه رم شد و بعد از آن برای تحصیل به بن رفت و آن‌جا تز دکترای خود را دربارهٔ گویش بومی سیسیلی تکمیل کرد.
پیراندلو در نخستین کوشش خلاقش مراثی رم گوته را ترجمه کرد و بعد از ملاقاتش با کاپوانا، نویسندهٔ سیسیلی، همهٔ توجهش را بر ادبیات داستانی ناتورالیستی متمرکز کرد. او در سال ۱۸۹۳، نخستین رمان خود، مطرود را نوشت.
وی مدت‌ها استاد سبک‌شناسی دانشگاه رم بود. وی تا بعد از جنگ جهانی اول در کارش ناشناخته بود. تا اینکه نمایشنامه‌ای از او با نام «شش شخصیت در جستجوی یک نویسنده» شهرتی ناگهانی برایش آورد.
پیراندلو از خانواده‌ای ثروتمند بود که در یک منطقه رشد نیافته و خشن زندگی می‌کردند. جایی که هر کسی مجبور بود خودش از حقوقش دفاع کند؛ بنابراین، او خیلی زود تحت تأثیر بی عدالتی و ستم موجود بین مردم قرار گرفت. پیراندللو زندگی آسانی نداشت. علاوه بر سختی‌هایی که از ورشکستگی پدرش در تجارت برایشان ایجاد شد، موضوع دیگر اختلال روانی زنش بود که پیراندللو در خانه از او مراقبت می‌کرد.
پیراندلو با توجه به علاقه‌ای که نسبت به درونیات افراد داشت، شخصیت نقش‌های داستانی‌اش را بیشتر با قرار دادن آن‌ها در موقعیت‌های خیالی کاوش می‌کرد تا شرایط واقعی. امروزه پیراندلو به عنوان یکی از تأثیر گذارترین نمایشنامه نویسان قرن بیستم شناخته می‌شود. همچنین کائوس ساخته برادران تاویانی برگرفته از نوشته های اوست که یکی از برترین کارهای هنری سینمای ایتالیا در دهه هشتاد میلادی به‌شمار می‌رود.
آثار مهم وی عبارتند از: درد مطبوع، عشق بدون دلبستگی، سفیدی‌ها و سیاهی‌ها، مسخرهٔ مرگ و زندگی، نوبت، زمان، زن مطرود، هانری چهارم، بیست داستان.

## جوایز

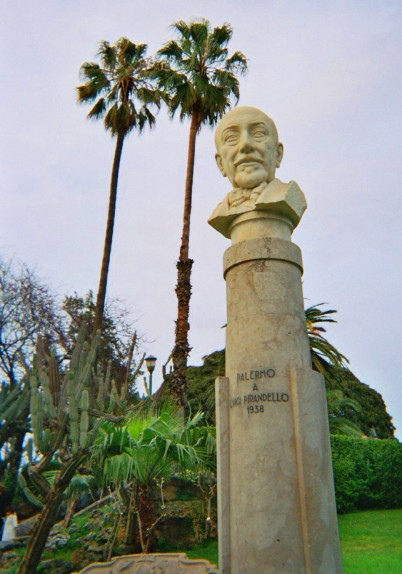
سردیس لویجی پیراندلو در پارکی در پالرمو

- جایزه ادبی نوبل (۱۹۳۴)

## آثار
- همه چیز در کمال
- پوشاندن برهنگان
- شش شخصیت در جستجوی یک نویسنده، ترجمه بهمن فرزانه، انتشارات پنجره
- حق با شماست اگر چنین می پندارید ، ترجمه اثمار موسوی نیا، انتشارات نیلا
- مخمصه، ترجمه اثمار موسوی نیا، انتشارات نیلا
- مرحوم ماتیا پاسکال (۱۹۰۴م)، ترجمه بهمن محصص، انتشارات امیرکبیر (کتابهای جیبی)
- یکی، هیچ، صدهزار، ترجمه بهمن فرزانه، انتشارات علمی و فرهنگی
- نمازخانه کوچک
- زن مطرود، ترجمه آزاده آل محمد، انتشارات روشنگران
- هانری چهارم به ترجمه بهمن محصص در سال ۱۳۴۶ توسط نشر روزن به چاپ رسید
- مسخره مرگ و زندگی
- عشق بدون دلبستگی
- انتقام سگ
- قواعد بازی، ترجمه کامران برادران، نشر چترنگ، ۱۳۹۵

## اجرای نمایشنامه‌های پیراندلو در تئاتر ایران
بسیاری از نمایشنامه‌های پیراندلو در ایران توسط مترجمانی همچون بهمن محصص، داریوش مودبیان، بهمن فرزانه، ایرج انور، اثمار موسوی نیا، نسترن شیرازی از زبان‌های ایتالیائی و انگلیسی و فرانسه به فارسی ترجمه شده‌است.
برخی از کارگردان‌های تئاتر ایران من مجله پری صابری، ایرج انور، مجید زارع زاده اجراهای موفقی از نمایشنامه‌های او در ایران داشته‌اند.
اجرای عمومی نمایشنامه شش شخصیت در جستجوی یک نویسنده به کارگردانی پری صابری و با بازی فروغ فرخزاد، پرویز فنی‌زاده، اسماعیل محرابی، پرویز پورحسینی و سعید پورصمیمی از درخشان‌ترین اجراهای ایران در دهه ۴۰ شمسی محسوب می‌شود. به گفته پری صابری: «در آن دوران، فروغ شخصیت مشهوری بود و من از ابراز تمایل او برای بازی در این نمایش تعجب کردم؛ با این‌حال تصمیم من این بود که بپذیرم او بازی کند… فروغ جایگاه ویژه‌ای در زندگی من دارد؛ در آن دوران، من تازه از پاریس آمده بودم. راستش فکر کردم که این آدم سرشناس می‌خواهد در زمینه‌ای کار کند که با آن آشنایی ندارد ولی وقتی که قبول کردم و او در تمرین‌ها حاضر شد، به نظرم از بهترین لحظاتی بود که با یک بازیگر گذراندم؛ چون فروغ نه‌تنها بازیگر بود بلکه به معنا و ادبیات اشراف داشت، لازم نبود که به او بگویم این نمایشنامه چه می‌گوید چرا که شناخت او از هنر باعث شده بود تا همه آنچه را برای شناخت متن لازم بود، بداند. واقعاً بازی فروغ در این نمایش از خاطرات یگانه من در تئاتر است… او، فردی بود که در زمینه هنر حرف‌های بسیاری برای زدن داشت و در هر زمینه‌ای درخشان بود… فروغ خیلی مسئول و منضبط بود و با گروه همکاری خوبی داشت و هیچ‌گاه کاری خلاف عادت یک گروه حرفه‌ای انجام نمی‌داد… در شب‌های شلوغ اجرای شش شخصیت در جستجوی یک نویسنده افرادی به حضور فروغ در نمایش ایراد گرفتند و گفتند او، شاعر است و نمی‌داند بازیگری یعنی چه اما اجرای درخشان او جواب منتقدان را داد. در واقع تماشاگرانی که به تالار فرهنگی ایران و آمریکا واقع در خیابان فرانسه آن زمان و خیابان نوفل‌لوشاتو امروز، آمدند، استقبال درخشانی از آن کار کردند که از بی‌نظیرترین اجراهای زندگی تئاتری من به‌شمار می‌آید»
اجرای عمومی نمایشنامه حق با شماست (اگر چنین می‌پندارید) به کارگردانی مجید زارع زاده در بهمن ماه سال ۱۳۹۹ در سالن اصلی مجموعه تئاتر تالار محراب در ایام شیوع بیماری کرونا و همچنین اجرای آن در سفارت ایتالیا در تهران در همین ایام از اجراهای موفق و بحث‌برانگیز نمایشنامه‌های پیراندلو در ایران به‌شمار می‌رود. در این خصوص به نقل از خبرگزاری ایرنا: حق با شماست (اگر چنین می‌پندارید) که به دلیل اجرای شیوه نامه‌های پیشگیرانه کوید – ۱۹ در فضای باز اجرا شد، با شرکت هیئتی منتخب از دنیای تئاتر ایران، دست‌اندرکاران نشر و گروهی از استادان و دانش آموزان مدرسه ایتالیایی تهران همراه شد.
اثر پیراندلو در خوانشی معاصر از جانب گروه تئاتری ایرانی و با استفاده از وسایل دنیای مدرن، ویدئو پروژکشن، تلفن‌های همراه و پوششی مدرن، با این هدف که به حاضران- بر اساس توضیحات کارگردان در طی نقد و بررسی که به دنبال آمد- نشان دهد که پیام پیراندللو محدود به زمان و جغرافیای مشخصی نیست.
سفیر ایتالیا جوزپه پرّونه در این مراسم اظهار داشت: این واقعیت که حق با شماست اگر چنین می‌پندارید امروز هنوز با توان بیانی بسیار قوی، علیرغم گذشت صد سال از اولین اجرای آن، با بینندگان امروزی ایرانی، سخن می‌گوید، گواهی بر امروزی بودن خارق‌العاده اثر پیراندلو است.
کارگردان اثر طی صحبت‌های خویش به موضوع جهانشمول شخصیت‌ها در ارتباط با مضامینی چون حقیقت و واقعیت، پیام مرکزی کمدی، اشاره کرد که در زمان شیوع همه‌گیری، نقشی برجسته می‌یابد زیرا در این دوره پیام‌ها و افکار متضاد ابعاد تصاعدی می‌یابند.
موفقیت این نمایشنامه حق با شماست … اگر چنین می‌پندارید از سوی بینندگان در ایران پس از خاتمه سری اپیزودهای تئاتر تجربی کلیپ ۲/۱ ۸ چگونه شیوع کوید زندگی‌های ما را تغییر داد محصول سفارت ایتالیا در تهران با همکاری کمپانی تئاتری ایتالیایی Instabili Vaganti و کمپانی ایرانی دن کیشوت رخ می‌دهد.